# Dominick Argento
Dominick Argento (ur. 27 października 1927 w York w stanie Pensylwania, zm. 20 lutego 2019 w Minneapolis) – amerykański kompozytor  pochodzenia włoskiego.

## Życiorys
Syn włoskich imigrantów. Początkowo był muzycznym samoukiem. Dopiero po II wojnie światowej rozpoczął studia w Peabody Conservatory, gdzie jego nauczycielami byli Nicolas Nabokov, Hugo Weisgal i Henry Cowell. W latach 1951–1952 kształcił się we Florencji u Luigiego Dallapiccoli (kompozycja) i Pietro Scarpiniego (fortepian). Po powrocie do USA kontynuował edukację w Eastman School of Music w Rochester, gdzie jego wykładowcami byli Alan Hovhaness, Bernard Rogers i Howard Hanson. Laureat stypendium Fundacji Pamięci Johna Simona Guggenheima (1957). W 1958 roku został dyrektorem muzycznym Hilltop Opera w Baltimore.
Od 1958 do 1997 roku wykładowca University of Minnesota w Minneapolis. W 1964 roku był jednym ze współzałożycieli Center Opera w Minneapolis. W 1975 roku otrzymał Nagrodę Pulitzera za cykl pieśni From the Diary of Virginia Woolf (jego pierwszą wykonawczynią była Janet Baker). Od 1980 roku członek Amerykańskiej Akademii Sztuki i Literatury.

## Twórczość
Był tradycjonalistą, uprawiającym twórczość eklektyczną. Z tego powodu przez długi czas pozostawał na uboczu dominujących prądów awangardowych, zyskał sobie większą sławę dopiero po pojawieniu się w latach 70. XX wieku nurtu tzw. nowego romantyzmu. Uprawiał głównie twórczość wokalną i operową, w której nawiązywał do licznych dzieł literackich. Jako twórca operowy odniósł wielki sukces, jego dzieła miały w większości premierę sceniczną niedługo po ukończeniu.
Skomponował m.in. kwartet smyczkowy (1956), Gloria na chór mieszany i fortepian (1963), Variations „The Mask of Night” (1965), A Ring of Time (1972), Fire Variations (1982), Bravo Mozart! na skrzypce, obój, róg i orkiestrę (1969), Capriccio „Rossini in Paris” na klarnet i orkiestrę (1985), I Hate and I Love na chór a cappella i perkusję do słów Katullusa (1981), 6 Elizabethan Songs na głos i fortepian (1958; 2. wersja z zespołem instrumentów barokowych 1962), cykle pieśni From the Diary of Virginia Woolf (1974) i The Andrée Expedition (1980), 7 pieśni Letters from Composers do słów Chopina, Bacha i Mozarta na tenora i gitarę (1968), Tria carmina paschalia na głosy żeńskie, harfę i gitarę (1970), To be Sung upon the Water na głos, klarnet i fortepian do słów Williama Wordswortha (1972), Ode to the West Wind na głos i orkiestrę do słów P.B. Shelleya (1956), Songs about Spring do słów E.E. Cummingsa (1960), Casa Guidi do słów z listów Elizabeth Barrett Browning (1983), rapsodię The Revelation of St. John the Divine na tenora, chór mieszany, instrumenty dęte blaszane i perkusję (1966), oratorium Jonah and the Whale na tenora, baryton, recytatora, chór i zespół instrumentów według średniowiecznych tekstów angielskich i Starego Testamentu (1973), Te Deum na chór i orkiestrę (1987), Toccata of Galuppi’s na chór kameralny, klawesyn i kwartet smyczkowy do słów Roberta Browninga (1989), opery The Boor według Antona Czechowa (wyst. Rochester 1957), Colonel Jonathan the Saint (1961, wyst. Denver 1971), Christopher Sly według Szekspira (wyst. 1963) The Masque of Angels (wyst. Minneapolis 1964), The Shoemaker’s Holiday (wyst. Minneapolis 1967), Postcard from Morocco (wyst. Minneapolis 1971), The Voyage of Edgar Allan Poe (wyst. Minneapolis 1976), Miss Havisham’s Fire według Charlesa Dickensa (1978, wyst. Nowy Jork 1979), Casanova’s Homecoming (1984, wyst. St. Paul 1985), The Aspern Papers (wyst. Dallas 1988), The Dream of Valentino (wyst. Waszyngton 1994), monodram A Water Bird Talk (1974, wyst. Minneapolis 1981), balety The Resurrection of Don Juan (1956, wyst. Karlsruhe 1961) i Royal Invitation or Homage to the Queen of Tonga (1964, wyst. St. Paul 1964), Valse Triste na harfę i smyczki (1996), Reverie: Reflections on a Hymn Tune (1997), Bremen Town Musicians na orkiestrę kameralną (1999), A Few Words About Chekhov na sopran, baryton i fortepian (1994), Miss Manners on Music na mezzosopran i fortepian (1998), Four Seascapes na chór i orkiestrę (2004).